# Mô hình cơ sở dữ liệu

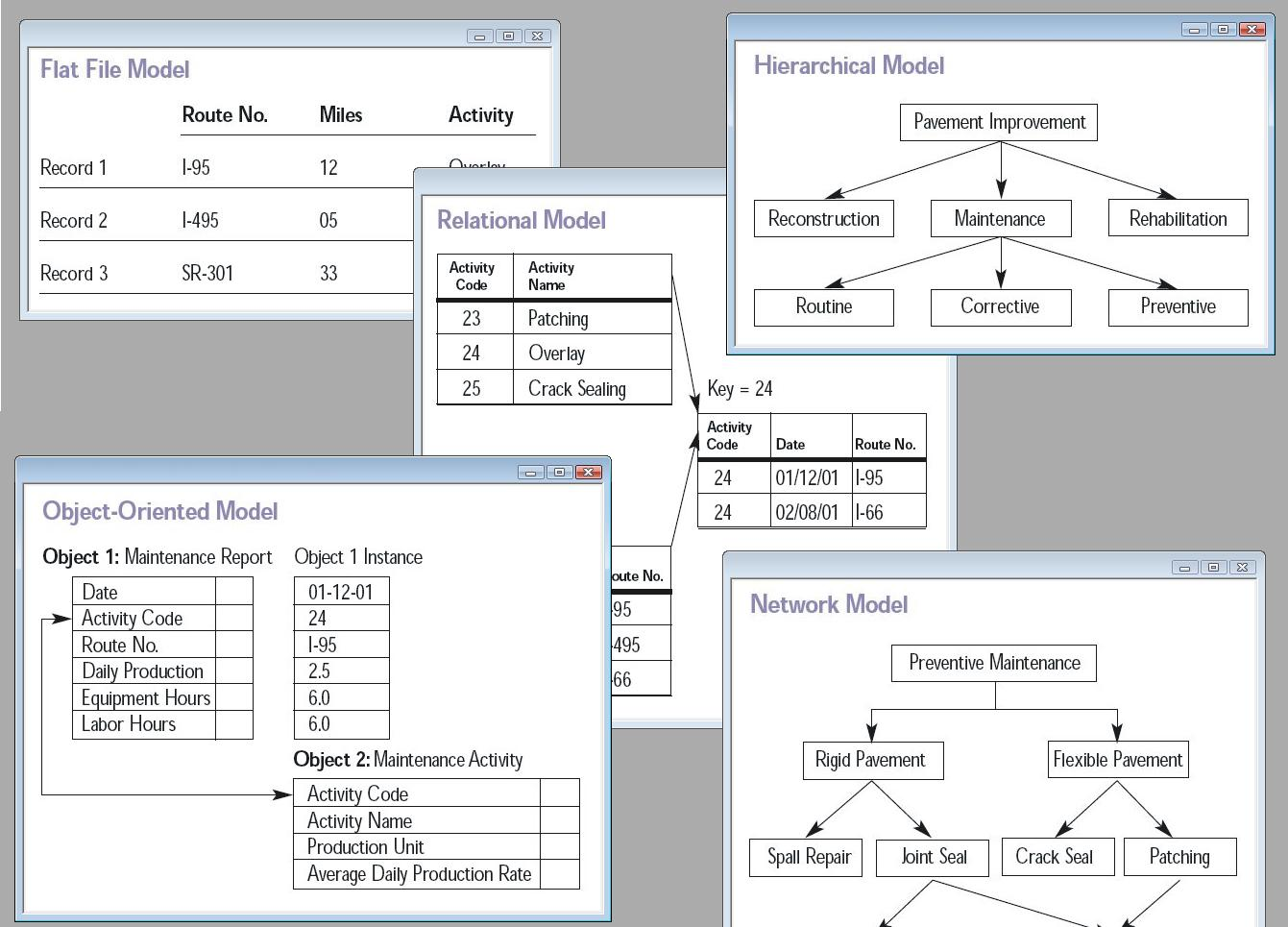
Cắt dán năm loại mô hình cơ sở dữ liệu

Mô hình cơ sở dữ liệu (tiếng Anh: database model) là một loại mô hình dữ liệu xác định cấu trúc logic của cơ sở dữ liệu và xác định một cách cơ bản cách thức dữ liệu có thể được lưu trữ, sắp xếp và thao tác. Ví dụ phổ biến nhất của mô hình cơ sở dữ liệu là mô hình quan hệ, vốn sử dụng định dạng dựa trên bảng.